# Karel van Mander III
 For alternative betydninger, se Karel van Mander. (Se også artikler, som begynder med Karel van Mander)
Karel van Mander III (ca. 1609 i Delft – begravet 6. april 1670 i København) var en hollandsk historie- og portrætmaler.

## Familie
Karel van Mander III var sønnesøn af den kendte hollandske maler og kunstforfatter af samme navn, Karel van Mander I (1548-1606) og søn af den hollandske maler af samme navn Karel van Mander II, som i 1616 kom til København til Christian IV for at lave tegninger eller snarere male kartonner til en række tapeter (gobeliner), som han skulle lade væve i Holland på en tapetfabrik, som han vist selv ejede og drev. Alt gik efter planen, så han i 1619 kunne aflevere 19 tapeter efter opgivne emner og fik bestilling på nogle flere, så at han inden sin død havde afleveret 22 tapeter. De gik imidlertid alle til grunde ved Frederiksborg Slots brand (1859). Da kongen endnu skyldte penge for tapeterne tog kunstnerens enke, Cornelia Roswijke, (1623) til København med sine to børn og forblev her til sin død 1637.
Den ene af børnene var Karel van Mander, vistnok født mellem 1610-12 i Delft. Han har sikkert for kongens regning fået sin uddannelse til maler i Holland og kom som ung kunstner tilbage til København, hvor han blev ansat i anledning af den udvalgte prins Christians bryllup (1634) med tegninger til dragter og dekorationer. Til videre uddannelse fik han, med navn af kongelig kontrafejer, 1635 et treårigt rejsestipendium på 200 daler årligt, "mens han opholder sig i Italien"; dog skulle han indsende malerier for disse summer. Han kom hjem 1638.

## Kunstnerkarriere
Han var nu en fuldt udviklet kunstner, som trods sit ophold i Italien i store træk bevarede præget af den hollandske skole, hvorfra han var udlært; han havde dens kraftige tegning og naturlige farve, om end med noget sværladent i begge henseender. Han blev nu kongelig hofkontrafejer og malede en mængde portrætter, så vel af kongen som af adelsmænd, lærde og enkelte fremtrædende borgermænd. Hans portrætter af Christian 4. fortjener med al grund den agt, de holdes i på grund af det smukke, mandige billede, de giver af den folkekære konge. De tre første portrætter, der kendes fra Manders hånd, er fra 1639; et fik Hannibal Sehested med til Spanien, det andet, som Corfitz Ulfeldt havde med til England, er nu havnet i den danske stats eje. Et stort portræt af Christian IV til hest fandtes omkring 1900 på Valdemars Slot på Tåsinge. Et lignende stort rytterbillede gik til grunde 1794 ved Christiansborg Slots brand. Et tredje portræt af Christian IV til hest med Kronborg som baggrund hænger på Kunstmuseet i Khisinau, Moldavien.[kilde mangler] En mængde portrætter bevares på forskellige danske herregårde, andre er forsvundne, men størstedelen bevares og kendes bedst fra de store stik af Albert Haelwegh.
Mander tjente så godt ved disse arbejder, at han kunne købe en stor gård på Østergade i København, hvor han holdt en slags gæstgiveri for fornemme personer, navnlig udenlandske gesandter. Hans Hustru Marie (død 1680) varetog omsorgen for gæsterne. Han ejede også et hus ved Gammel Strand, og efter hans død købte enken en gård på Christianshavn.
Foruden portrætter, hvortil det store, som historisk maleri anordnede billede, der forestiller den tatariske sendefærd, som var i København 1655, vel nok kan regnes, malede han bl.a. Prins Svends Lig findes efter nogle strofer i 8. bog i Torquato Tassos Gerusalemme liberata, et stort måneskinsstykke af ejendommelig virkning, apostlen Peter som angrende, Synet og Hørelsen (fra 1639), der alle tilhører den kongelige malerisamling. I Moltkes samling findes et prægtigt stort knæstykke, kaldet Ypperstepræsten Aaron. På Kronborg er ophængt et billede, forestillende en dværg med en stor hund.

## Digter og kunstsamler
Mander var også digter; han skal have skrevet morsomme viser og forfattede et lunefuldt digt til snustobakkens pris, der udkom omkring 1665 og 1668 i 2 oplag, samt et digt om Cort Adeler. I sin skribentvirksomhed brugte han det hollandske sprog.
Han ejede et betydeligt "Kunstkammer", omfattende ikke alene kunstværker, maleri og skulptur, men naturhistoriske og etnografiske genstande foruden alle slags kuriositeter. Han synes også at have ført tilsyn med Frederik 3.'s samlinger. I sine yngre år havde han været tegnelærer for kongedatteren Leonora Christina (1642-44), efter at hun var bleven gift med Corfits Ulfeldt.
Mander døde i april (begravet 6. april) 1670 og efterlod flere børn.
I hans gård på Østergade i København er der indrettet et eksklusivt diskotek, kaldet Karel van Mander.